# 無線侵入防止システム
無線侵入防止システム（むせんしんにゅうぼうしシステム、英: Wireless Intrusion Prevention System 略称 WIPS）とは、コンピュータネットワークにおいて、無線LANの不正な通信を検知（侵入検知）し、自動的に対策（侵入防止やアラーム）をとるシステムである。有線LANのファイアウォールでは検知が不可能な脅威を防御する。
WIPSの主な目的は、無線装置によって管理対象のローカルエリアネットワークおよびその他の情報資産への不正なネットワークアクセスを防止することである。WIPSは不正な機器と管理外の機器を識別して自動的に次の脅威を防止することができる。
- 不正なアクセスポイント
- 不正なクライアント
- 誤った設定のアクセスポイント
- クライアントの誤った接続
- 許可されていない接続
- 禁止された機器の接続
- インターネット接続共有(ICS)/ブリッジングクライアント
- アドホック接続
- Macスプーフィング(ARPスプーフィング)
- ハニーポットのアクセスポイント
- アクセスポイントに対するDoS攻撃
- WEPクラッキング

WIPSは次の3つのコンポーネントで構成される:
- センサー — セキュリティ脅威を検知&防御アンテナとラジオにより無線パケットをキャプチャーする
- コントローラ — ポリシーに従いキャプチャーされたパケットを解析する
- 管理コンソール — 無線機器の管理および脆弱性レポートのためのユーザインタフェースを提供する

通常、このシステムは既存の無線LAN環境にかさねて導入される。
アクセスポイントとWIPS機能を統合したものや、無線機器の位置や接続情報を取得・管理、および無線LAN環境の脆弱性を自動レポート（たとえばPCI DSSやSOX法等の監査レポート）ができる高度なシステムもある。